# Bedizzole
Bedizzole är en ort och kommun i provinsen Brescia i regionen Lombardiet i Italien. Kommunen hade 12 369 invånare (2018).